# Ilu-Mer
Ilu-Mer (w transliteracji z pisma klinowego Ilu-Me-er) – król Asyrii według Asyryjskiej listy królów, syn Hajani i ojciec Jakmesi.